# Mesnil-Saint-Père
Mesnil-Saint-Père é uma comuna francesa na região administrativa de Grande Leste, no departamento de Aube. Estende-se por uma área de 17,45 km². Em 2010 a comuna tinha 487 habitantes (densidade: 27,9 hab./km²).